# Semaeomyia nitida
Semaeomyia nitida är en stekelart som först beskrevs av Cameron 1887.  Semaeomyia nitida ingår i släktet Semaeomyia och familjen hungersteklar. Inga underarter finns listade i Catalogue of Life.